# Centre palestinien pour les droits de l'homme
Le centre palestinien pour les droits de l'homme (PCHR) (arabe : المركز الفلسطيني لحقوق الإنسان), basée à Gaza, est une organisation indépendante palestinienne de défense des droits de l'homme. Cette organisation non gouvernementale a été créée par un groupe d'avocats et de militants des droits de l'homme en 1995, Raji Sourani en est membre fondateur et président.